# David Generelo
David Generelo Miranda (Bienvenida,Badajoz, España, 11 de agosto de 1982),  es un entrenador y exfutbolista español. Como jugador se desempeñaba en la posición mediocentro. Actualmente está sin equipo tras abandonar la disciplina del Granada C. F. donde ejercía como ayudante de Fran Escribá.

## Carrera

### Como entrenador
Debutó como entrenador en el Real Oviedo, club en el que se retiró como jugador. Posteriormente fue segundo entrenador del Deportivo Aragón, filial del Real Zaragoza. En 2019 fue el segundo entrenador del Real Club Celta de Vigo, de la mano de Fran Escribá hasta su destitución esa misma temporada debido a los malos resultados del equipo. En noviembre de 2022 vuelve al Real Zaragoza esta vez como segundo entrenador del primer equipo, de nuevo en el cuerpo técnico de Fran Escribá para intentar salvar la temporada del club maño tras la destitución del cuerpo técnico de Juan Carlos Carcedo.
En 2024 continuaría junto a Fran Escribá, esta vez en el Granada C. F. de la Segunda División.

## Clubes

### Como jugador
| Club                | País   | Año       |
| ------------------- | ------ | --------- |
| C. D. Badajoz "B"   | España | 1998-1999 |
| C. D. Badajoz       | España | 1999      |
| Real Zaragoza "B"   | España | 1999-2002 |
| Real Zaragoza       | España | 2002-2006 |
| Nàstic de Tarragona | España | 2006-2007 |
| Real Zaragoza       | España | 2007-2009 |
| Elche C. F.         | España | 2009-2013 |
| R. C. D. Mallorca   | España | 2014      |
| Real Oviedo         | España | 2014-2015 |

### Como entrenador
| Club                             | País   | Año       |
| -------------------------------- | ------ | --------- |
| Deportivo Aragón (2° entrenador) | España | 2015-2016 |
| Real Oviedo                      | España | 2016      |
| Celta de Vigo (2° entrenador)    | España | 2019      |
| Elche CF (2° entrenador)         | España | 2021      |
| Real Zaragoza (2° entrenador)    | España | 2022-2023 |
| Granada C. F. (2° entrenador)    | España | 2024-2025 |

## Palmarés

### Como jugador
| Título           | Club     | País   | Año  |
| ---------------- | -------- | ------ | ---- |
| Segunda División | Elche CF | España | 2013 |

#### Campeonatos nacionales
| Título              | Club          | País   | Año  |
| ------------------- | ------------- | ------ | ---- |
| Copa del Rey        | Real Zaragoza | España | 2004 |
| Supercopa de España | Real Zaragoza | España | 2004 |